# Crise política nas Maldivas em 2011–2012
A crise política nas Maldivas em 2011-2012  começou como uma série de protestos pacíficos que eclodiram nas Maldivas em 1 de maio de 2011. Continuariam, finalmente, escalando até a resignação do presidente Mohamed Nasheed em circunstâncias controversas em fevereiro de 2012. Os manifestantes protestavam contra o que consideravam a má gestão do governo na economia e exigiam a destituição do presidente Mohamed Nasheed. O principal partido de oposição política no país, o Partido Dhivehi Rayyithunge liderado pelo ex-presidente Maumoon Abdul Gayoom (que esteve no poder por mais de 30 anos sob um sistema autoritário) acusou o presidente Nasheed de "falar sobre democracia, mas não colocá-la em prática". Os protestos ocorreram durante a Primavera Árabe.
A principal causa dos protestos foi o aumento dos preços e a situação econômica fraca no país.
Os protestos levaram a uma renúncia do presidente Mohamed Nasheed em 7 de fevereiro de 2012 e o vice-presidente Mohammed Waheed Hassan foi empossado como o novo presidente das Maldivas. Nasheed declarou no dia seguinte que foi forçado a sair do cargo sob a mira de uma arma, enquanto os partidários de Waheed sustentavam que a transferência de poder foi voluntária e constitucional.   Uma reunião posterior da Commonwealth britânica concluiu que não poderia "determinar conclusivamente a constitucionalidade da renúncia do presidente Nasheed", mas pediu uma investigação internacional.  A Comissão Nacional de Inquérito das Maldivas, nomeada para investigar o assunto, descobriu que não havia evidências para apoiar a versão dos eventos narrados por Nasheed.
Em abril de 2012, foi anunciado que novas eleições se realizariam em julho de 2013; estas ocorreriam naquele mesmo ano.